# Latvijas PSR čempionāts futbolā 1970
L'edizione 1970 del massimo campionato di calcio lettone fu la 26ª come competizione della Repubblica Socialista Sovietica Lettone; il titolo fu vinto dal VEF, giunto al suo primo titolo.

## Formato
Il campionato era formato da quattordici squadre che si incontrarono in gare di andata e ritorno per un totale di 26 turni; erano assegnati due punti alla vittoria, un punto al pareggio e zero per la sconfitta.

## Classifica finale
|                        | Pos. | Squadra              | Pt | G  | V  | N  | P  | GF | GS | DR  |
| ---------------------- | ---- | -------------------- | -- | -- | -- | -- | -- | -- | -- | --- |
| RSS Lettone (bandiera) | 1.   | VEF Riga             | 38 | 26 | 14 | 10 | 2  | 46 | 15 | +31 |
|                        | 2.   | Venta                | 34 | 26 | 13 | 8  | 5  | 32 | 20 | +12 |
|                        | 3.   | Pilots Riga          | 33 | 26 | 13 | 7  | 6  | 40 | 27 | +13 |
|                        | 4.   | Enerģija Rīga        | 32 | 26 | 13 | 6  | 7  | 48 | 38 | +10 |
|                        | 5.   | Jūrnieks             | 31 | 26 | 11 | 9  | 6  | 30 | 22 | +8  |
|                        | 6.   | ASK Rīga             | 30 | 26 | 12 | 6  | 8  | 27 | 30 | -3  |
|                        | 7.   | Lielupe Jurmala      | 29 | 26 | 10 | 9  | 7  | 33 | 28 | +5  |
|                        | 8.   | Starts               | 28 | 26 | 9  | 10 | 7  | 34 | 31 | +3  |
|                        | 9.   | Elektrons Rīga       | 25 | 26 | 8  | 9  | 9  | 31 | 27 | +4  |
|                        | 10.  | Ausma Rezekne        | 20 | 26 | 6  | 8  | 12 | 23 | 28 | -5  |
|                        | 11.  | Atlantija Liepaja    | 18 | 26 | 5  | 8  | 13 | 16 | 32 | -16 |
|                        | 12.  | Radiotehnikis Riga   | 17 | 26 | 5  | 7  | 14 | 16 | 33 | -17 |
|                        | 13.  | Celtnieks Daugavpils | 15 | 26 | 3  | 9  | 14 | 18 | 44 | -26 |
|                        | 14.  | RPI Riga             | 14 | 26 | 3  | 8  | 15 | 20 | 39 | -19 |